# Teatro Construção
41° 26′ 06″ N, 8° 25′ 02″ O
Teatro Construção é um teatro português localizado na freguesia Joane. O teatro esteve na origem do que é hoje a Associação Teatro Construção - Instituição Particular de Solidariedade Social, com sede na Rua Dr. Agostinho Fernandes, n.º 113, na vila de Joane, concelho de Vila Nova de Famalicão.

## História
De 1972 a 1974 um grupo de jovens, na sua maioria oriundos da Juventude Operária Católica, com gosto pelo teatro inicia o projecto teatral que mais tarde viria a designar-se "Teatro Construção".
Desta dinâmica nasceriam em 1975 três peças para adultos que são encenadas e estreadas : "A Grande Estátua", “O Homem Máquina”, e "Operário em Construção" de Vinícius de Moraes . Esta última esteve na origem do nome Teatro Construção. Após este período inicial é sentida a necessidade de formalizar o projecto sendo escolhida para forma jurídica a associação. Assim em 18 de Maio de 1977, é realizada a escritura pública que cria a Associação Teatro Construção embora com um atraso de 2 anos e declarada 5 anos mais tarde como Instituição de Utilidade Pública em Conselho de Ministros. Decisão esta, que foi publicada no Diário da República II série, n.º 85 de 13/04/82.
Em 1976 o projecto entra numa nova fase, paralelamente à encenação e estreia de três novas peças para adultos, arrancam com um projecto de teatro para a infância com a peça “Gota de Mel”, de Léon Chancerel. O Teatro para a Infância acabaria por dar origem a que o grupo tivesse necessidade de se profissionalizar, não deixando no entanto de ter teatro feito por amadores. Característica que ainda hoje se mantém.
A afirmação deste novo projecto defrontou-se com diversas dificuldades iniciais que foi necessário ultrapassar.Estava-se no ano de 1977 e apesar do ambiente "hostil" num meio profundamente católico, conservador e pouco habituado a acontecimentos de cariz cultural, o Teatro Construção conseguiu impor-se através da encenação contínua de novas peças.
Foi, também, neste ano que o Teatro Construção passou a ter, na Vila de Joane, um espaço próprio para a dinamização cultural. Espaço esse que se manteve até 1996 altura em que se inaugurou a Centro Cultural de Joane. Uma sala moderna e com melhores condições, onde passou a ser possível, a realização de outros eventos para além do teatro; como cinema, exposições, vídeo e conferencias.
Em 1982 dá-se origem a uma nova forma de promoção do teatro, através de protocolos com as Câmaras Municipais do Vale do Ave (na sua maioria) e do Vale do Sousa, passou a fazer teatro diariamente, em regime profissional, para as crianças o 1º. ciclo do ensino básico. Este projecto de teatro itinerante para a infância mantém-se até aos dias de hoje, assistindo-se à renovação consecutiva dos protocolos que estiveram na sua origem. 
Paralelamente o Teatro Construção produz espectáculos para adultos.

## A.T.C. - Associação Teatro Construção
A A.T.C. é hoje, o resultado de muito trabalho e esforço, de investimentos pessoais de voluntários que ao longo de anos contribuíram para que este projecto seja hoje uma realidade.
De 1972 a 1974 um grupo de jovens, na sua maioria oriundos da Juventude Operária Católica, esboça os primeiros traços de um projecto teatral que passou a designar-se anos mais tarde "Teatro Construção" e que estaria na génese da A.T.C..
Em 1980 a A.T.C. alarga a sua intervenção ao apoio social a crianças, através da criação de um Jardim de Infância. À altura em instalações provisórias (situação esta que se verificou até 1983 ano em que através de escritura pública, a Câmara Municipal de Vila Nova de Famalicão cede a Casa de Telhado à ATC). Resposta até então inexistente na freguesia de Joane, que permitiu estabelecer a primeira parceria nesta área, com a Junta de Freguesia, o inicio desta nova actividade. A esta seguir-se-ão outras respostas como um espaço de Actividade de Tempos Livres (ATL) e um Centro de Dia para Idosos.
Em 1985 a A.T.C. dá mais passo em direcção ao que é hoje através da alteração parcial aos estatutos da Associação, mediante a qual se alarga o âmbito de actuação da Associação. Assim, aos objectivos culturais, recreativos e desportivos junta-se mais um: o social, iniciados, na prática, no ano de 1980;
Ao longo dos anos foi criando várias respostas aos problemas sociais que iam surgindo. O serviço de Apoio Domiciliário, emergência Infantil “O Berço”, destinada a crianças em situação de risco, à data estrutura única no distrito de Braga, tendo em conta as suas características particulares, o Centro de Actividades Ocupacionais (C.A.O.), destinado a jovens e adultos portadores de deficiência são disso exemplo.
Perante o pouco espaço para todos estes projectos em 2000 é inaugurada Residência Comunitária Casa de Giestais. 
Esta nova estrutura passou então a albergar uma Residência Comunitária para 25 Idosos, o Lar de Jovens, Centro de Dia, o Centro de Acolhimento Temporário, da Emergência Infantil “O Berço”, o Apoio Domiciliário e o C.A.O.(Centro de Actividades Ocupacionais), permitindo novas condições de conforto e bem-estar. 